# انکون
انکون (به فرانسوی: Ancône) یک کمون در فرانسه است که در Canton of Montélimar-1 واقع شده‌است.

## خصوصیات
انکون ۱٫۵۹ کیلومترمربع مساحت و ۱٬۰۴۲ نفر جمعیت دارد.